# AS Bisceglie
AS Bisceglie (wł. Associazione Sportiva Bisceglie) – włoski klub piłkarski, mający siedzibę w mieście Bisceglie, w południowo-wschodniej części kraju, grający od sezonu 2017/18 w rozgrywkach Serie C.

## Historia
Chronologia nazw:
- 1913: Unione Sportiva Biscegliese
- 1931: klub rozwiązano
- 1931: Società Sportiva Armando Diaz
- 1946: Unione Sportiva Biscegliese
- 1949: Associazione Sportiva Bisceglie – po fuzji z Società Sportiva Armando Diaz
- 1998: klub rozwiązano
- 1998: Bisceglie Calcio 1913 O.N.L.U.S.
- 2001: Associazione Sportiva Bisceglie 1913 Don Uva – po fuzji z Don Uva
- 2004: Associazione Sportiva Bisceglie 1913 Don Uva Associazione Polisportiva Dilettantistica
- 2017: Associazione Sportiva Bisceglie S.r.l.

Klub sportowy US Biscegliese został założony w miejscowości Bisceglie w 1913 roku. Początkowo zespół rozgrywał mecze towarzyskie. Dopiero w sezonie 1927/28 debiutował w rozgrywkach Terza Divisione Puglie (D4), zdobywając wicemistrzostwo grupy A. W sezonie 1928/29 zakwalifikował się do Campionato Meridionale (D3), gdzie zajął czwarte miejsce w grupie C i spadł do Seconda Divisione. W sezonie 1929/30 po podziale najwyższej dywizji na Serie A i Serie B poziom Seconda Divisione został zdegradowany do czwartego stopnia. W 1930 roku klub awansował do Prima Divisione. Po zakończeniu sezonu 1930/31 klub zrezygnował z kolejnych mistrzostw i ogłosił bankructwo.
Następnie w 1931 powstał nowy klub SS Armando Diaz, który wystartował w Terza Divisione Puglie (D6). W 1933 zespół awansował do Seconda Divisione Puglie, ale po roku spadł na rok z powrotem do Terza Divisione Puglie. W sezonie 1935/36 jako trzeci poziom została wprowadzona Serie C, a Seconda Divisione spadła do piątego poziomu. W 1936 klub został promowany do Prima Divisione Puglie, a w 1939 uzyskał awans do Serie C. W 1943 roku z powodu II wojny światowej mistrzostwa zostały zawieszone, a zespół grał jedynie mecze towarzyskie.
Po zakończeniu II wojny światowej, powstał klub o nazwie US Biscegliese, który został zakwalifikowany do Prima Divisione Puglia. W 1947 awansował do Serie C. W 1948 roku po reorganizacji systemu lig klub został zdegradowany do Promozione (D4). W 1949 klub połączył się z SS Armando Diaz, tworząc AS Bisceglie. W 1952 po kolejnej reorganizacji systemu lig klub zakwalifikował się do nowej Promozione Puglia (D5), która w 1957 zmieniła nazwę na Campionato Dilettanti Puglia. W 1958 klub otrzymał promocję do Campionato Interregionale. W 1959 liga zmieniła nazwę na Serie D. W 1960 klub awansował do Serie C. W 1964 spadł do Serie D, a w 1969 do Prima Categoria Puglia, która w 1970 została przemianowana na Promozione Puglia. W 1975 zespół wrócił do Serie D. Przed rozpoczęciem sezonu 1978/79 Serie C została podzielona na dwie dywizje: Serie C1 i Serie C2, wskutek czego poziom Serie D został obniżony do piątego poziomu. W 1981 Serie D zmieniła nazwę na Campionato Interregionale. W 1986 zespół otrzymał promocję do Serie C2. Po zakończeniu sezonu 1997/98 klub został wykluczony z Serie C2 za niezgodność z przepisami.
Latem 1998 powstał nowy klub o nazwie Bisceglie Calcio 1913 O.N.L.U.S., który rozpoczął występy od mistrzostw Campionato Nazionale Dilettanti (D5). W 1999 zespół spadł do Eccellenza Puglia (D6), a w 2001 do Promozione Puglia. Latem 2001 roku klub połączył się z Don Uva, zmieniając nazwę na AS Bisceglie 1913 Don Uva. W 2004 klub wrócił do Eccellenza Puglia, zmieniając nazwę na AS Bisceglie 1913 Don Uva APD. W 2012 zespół został promowany do Serie D. Przed rozpoczęciem sezonu 2014/15 wprowadzono reformę systemy lig, wskutek czego Serie D awansowała na czwarty poziom. W sezonie 2016/17 zajął pierwsze miejsce w grupie H Serie D i otrzymał awans do Serie C. W 2017 klub przekształcił swoją nazwę na AS Bisceglie S.r.l.

## Barwy klubowe, strój
|  |  |

Klub ma barwy czarno-niebieskie. Zawodnicy domowe spotkania zazwyczaj grają w pasiastych pionowo czarno-niebieskich koszulkach, czarnych spodenkach oraz czarnych getrach.

## Sukcesy

### Trofea międzynarodowe
Nie uczestniczył w rozgrywkach europejskich (stan na 31-05-2020).

### Trofea krajowe
| \| \| Zdobyte trofea w rozgrywkach Włoch (stan na: 31-05-2021) \| |                                                          |      |          |
| Rozgrywki                                                         | Osiągnięcie                                              | Razy | Sezon(y) |
| · Mistrzostwo                                                     | I miejsce                                                | 0    |          |
| · Mistrzostwo                                                     | II miejsce                                               | 0    |          |
| · Mistrzostwo                                                     | III miejsce                                              | 0    |          |
| · Puchar                                                          | zdobywca                                                 | 0    |          |
| · Puchar                                                          | finalista                                                | 0    |          |
| · Puchar                                                          | 1/32 finału                                              | 1    | 1939/40  |
| II liga                                                           | I miejsce                                                | 0    |          |
| II liga                                                           | II miejsce                                               | 0    |          |
| II liga                                                           | III miejsce                                              | 0    |          |
| Włochy                                                            | Zdobyte trofea w rozgrywkach Włoch (stan na: 31-05-2021) |      |          |

- Campionato Meridionale (D3):
  - 4.miejsce (1x): 1928/29 (C)
- Serie D (D4):
  - mistrz (2x): 1959/60 (E), 2016/17 (H)
- Coppa Italia Dilettanti:
  - zdobywca (1x): 2011/12

## Struktura klubu

### Stadion
Klub piłkarski rozgrywa swoje mecze domowe na Stadio Gustavo Ventura w mieście Bisceglie o pojemności 7 tys. widzów.

### Derby
- Lanciano Calcio 1920
- Cosenza Calcio
- US Agropoli 1921
- Molfetta Sportiva 1917
- Vigor Trani Calcio
- Manfredonia Calcio 1932
- Barletta 1922
- Città di Fasano